# Zgornja Bistrica
Zgornja Bistrica je naselje v Občini Slovenska Bistrica.
Zgornja Bistrica je zraščeno naselje z mestom Slovenska Bistrica z nekaj več kot 600 prebivalci. Naselje leži nekoliko više od mesta ob potoku Bistrica na pobočjih Pohorja.
V okolici naselja so se zaradi obilne vodne energija, bližnjih rudišč in možnosti pridobivanja oglja pričele v 18. stoletju razvijati fužine. Metalurška tradicija, ki se je razvila v Zgornji Bistrici se je ohranila vse do današnjih dni. Sprva so jo nadaljevali z izdelavo bakrene pločevine in medenine, danes pa z izdelavo izdelkov iz aluminija (Impol).